# 张德育
张德育（1931年—2010年），男，汉族，河南镇平人，中国画家，曾任中国美术家协会理事，中国美术家协会天津分会副主席。